# Febbre da fieno (film)
Febbre da fieno è un film del 2011 scritto e diretto da Laura Luchetti. La pellicola è stata prodotta dalla Donkadillo Film, Disney Italia e DAP Italy, e distribuito da Buena Vista. I protagonisti sono Andrea Bosca, Diane Fleri, Giulia Michelini e Giuseppe Gandini, e le vicende ruotano attorno ad un negozio di oggetti vintage.

## Trama
Roma. La giovane Camilla è vittima di un piccolo incidente in motorino. Quando viene caricata in ambulanza di sfuggita incrocia lo sguardo di Matteo, il quale le porge la scarpa che nell'incidente lei aveva perso, e legge il nome "Twinkled" sulla sua borsa. Una volta guarita Camilla si reca a Twinkled, un negozio di modernariato, dove viene prontamente assunta per riorganizzare gli spazi dal trentaseienne proprietario Stefano, pieno di debiti e per questo in aperta crisi coniugale. Fa così amicizia con la coetanea Franki, che sogna l'amore di Jude Law e gli scrive struggenti lettere, e con Matteo, che però non la riconosce. Il ragazzo è ancora innamorato della sua precedente fiamma, Giovanna, che lo aveva lasciato, si scoprirà in seguito, per una ragazza tedesca, Gertrud, con cui andò a vivere a Berlino.
Camilla grazie al lavoro e alle passeggiate col fratello, Gigio, inizia a frequentare Matteo. Sembra che anche da parte del ragazzo vi sia più che una simpatia ma l'inatteso ritorno in città di Giovanna ne scombussola i sentimenti, e per questo Camilla passa in secondo piano. Quando Giovanna si confida con Matteo e gli dice come lui avrebbe potuto darle quello che lei cercava, Matteo inizia a sognare di poter avere una famiglia con lei. Rimarrà presto deluso. Nel frattempo Stefano, il proprietario del negozio, riceve un avviso di pignoramento, finisce ai ferri corti con la moglie e decide dunque di rinunciare ai suoi sogni, preparando una svendita totale per ripianare i debiti. Per Franki sarà l'inizio di un'inattesa occasione di essere meno sognatrice e più realista. E quando tutto sembra prendere una certa piega si giungerà al colpo di scena finale, che lascerà un po' di amaro in bocca ma servirà ai personaggi, e allo spettatore, per capire alcuni dei propri errori.

## Produzione

### Regia
Febbre da fieno è l'esordio alla regia di un lungometraggio per Laura Luchetti, che già aveva partecipato alle produzioni di Il talento di Mr. Ripley di Anthony Minghella e Rapimento e riscatto di Ridley Scott.
Nel 2009 Laura aveva diretto un episodio del film corale Feisbum. Avendo alcuni contatti con l'Inghilterra Laura ha potuto far giungere lo script alla società Disney, che l'ha infine distribuito attraverso la casa di distribuzione Buena Vista.
Dopo aver condotto numerose ricerche sul vintage e i negozi di modernariato che vendono oggetti appartenuti ad epoche passate, la regista ha preso coscienza di come tutti i proprietari di questi negozi insistessero sul concetto di "dare una seconda possibilità" agli oggetti desueti ed ha quindi voluto utilizzare questo approccio mentale anche per il leitmotiv del racconto.
Per alcune idee sui testi delle lettere scritte da Franki, Laura ha attinto a quelle che i fans spedivano a Russell Crowe, al quale in passato la Luchetti ha fatto da assistente e, tra i suoi compiti, vi era quello di vagliare la posta ricevuta.

### Interpreti
Laura Luchetti ha scelto il protagonista Andrea Bosca dopo averlo visto in Si può fare di Giulio Manfredonia. Nel corso delle varie riscritture e delle riprese Bosca sottolinea come abbiano attinto anche dal suo personale.
Anche Diane Fleri è stata indicata dalla regista, che ha detto "Diane buca lo schermo", e all'inizio Fleri temeva che Camilla potesse assomigliare al suo personaggio in Solo un padre, ma poi ha compreso che per questo ruolo occorreva andare più in profondità, e l'attrice ritiene che Camilla sia il personaggio più poetico da lei mai interpretato.
Giulia Michelini ha descritto la sua Franky come un maschiaccio, un grillo parlante sognatore e disilluso.
Nel cast vi è anche Pietro Ragusa nei panni di un cliente esagitato; Ragusa aveva già recitato con Bosca in Si può fare.

### Costumi
Nel film appaiono numerosi abiti e accessori vintage riferiti agli anni settanta e ottanta, recuperati da vari negozi di Roma, Torino e Bologna. Tali costumi sono dunque utili alla caratterizzazione dei personaggi e per rappresentarne passioni ed esigenze; ad esempio, sono stati realizzati abiti su misura con tartan e stampe punk cercando di rendere l'animo sognatore del personaggio di Stefano.

### Luoghi
La pellicola è ambientata a Roma, con riprese aree e location quali Villa Borghese e il Museo MAXXI. La regista ha inteso caratterizzare il personaggio di Stefano attraverso luoghi della Roma novecentesca ma anche zone con graffiti e contemporanee mentre per Camilla ha scelto luoghi classici, come il Rione Monti. Ha spiegato tale scelta come "L'incontro tra i due ragazzi determina un viaggio alla scoperta della città abitata dall'altro".

## Accoglienza
La pellicola è uscita nelle sale italiane il 28 gennaio 2011 ed ha incassato (in Italia) circa 64.000 euro.
Febbre da Fieno è stato presentato nei festival internazionali di St. Louis, Atlanta, Sacramento, Jaipur, Albuquerque, al Cleveland International Film Festival, al Fantasporto di Oporto ed ha ricevuto il titolo di miglior film al Metropolitan Film Festival di New York.
Secondo Marianna Cappi di MyMovies pur non brillando per ricchezza di idee o profondità dei dialoghi, la pellicola è comunque "romantica, malinconica e idealista"; celebra gli oggetti del recente passato (vintage) e i ricordi che tali oggetti fanno affiorare.